# 1985 no teatro

## Eventos
- Inauguração do Museu Nacional do Teatro em Lisboa, Portugal.

## Nascimentos
| Data           | Nome                   | Profissão                      | Nacionalidade  | Observações | Ref |
| -------------- | ---------------------- | ------------------------------ | -------------- | ----------- | --- |
| 25 de Maio     | Luciana Abreu          | atriz, apresentadora e cantora | Portugal       |             |     |
| 3 de junho     | Luiza Curvo            | atriz                          | Brasil         |             |     |
| 2 de Julho     | Ashley Tisdale         | atriz, cantora e compositora   | Estados Unidos |             |     |
| 27 de Julho    | Benedita Aires Pereira | atriz                          | Portugal       |             |     |
| 17 de setembro | Pedro Nercessian       | ator                           | Brasil         |             |     |
| 21 de Dezembro | Jessica Athayde        | actriz                         | Portugal       |             |     |

## Mortes
| Data | Nome | Profissão | Nacionalidade | Observações | Ref |
| ---- | ---- | --------- | ------------- | ----------- | --- |